# Mehdi Azaiez
Mehdi Azaiez, né en 1974 à Paris, est un islamologue français. Il est professeur d'islamologie à l'Université catholique de Louvain (UCLouvain) et spécialiste des études coraniques et de l'islam ancien.

## Biographie
Mehdi Azaiez obtient un doctorat en islamologie à l'Université d'Aix-Marseille en 2012. Sa carrière académique l'amène à travailler dans plusieurs institutions prestigieuses à travers le monde.
De 2012 à 2013, il est chercheur postdoctoral à l'Université de Notre-Dame (États-Unis), où il enseigne l'islamologie et co-dirige le projet international Qurʾān Seminar aux côtés du professeur Gabriel Said Reynolds. En 2013, il rejoint le programme Labex Resmed (Laboratoire d’Excellence : Religions et Sociétés dans le Monde Méditerranéen) à Paris pour un second postdoctorat.
Entre 2014 et 2020, Mehdi Azaiez est professeur assistant en théologie islamique à la KU Leuven (Belgique). De 2018 à 2020, il est également maître de conférences en islamologie à l’Université de Lorraine (France). En septembre 2020, il devient professeur d’islamologie à l’UCLouvain.

## Recherches et contributions
Les travaux de Mehdi Azaiez portent principalement sur les études coraniques et l’histoire de l’islam ancien. Il est membre du comité des publications et de la recherche de l’International Quranic Studies Association (IQSA) depuis 2013.
Il est également le créateur et éditeur du site internet Coran et Sciences de l’Homme, destiné à la recherche en études coraniques et en islamologie.

## Publications
Mehdi Azaiez est l’auteur de plusieurs contributions académiques, parmi lesquelles des articles et des ouvrages sur le Coran et l'islam ancien. Il a également dirigé et co-dirigé des projets de recherche internationaux.

### Comme auteur
- Le contre-discours coranique, De Gruyter, 2015.

### Comme directeur de rédaction
- Le Coran: nouvelles approches, CNRS Éditions, 2013.
- The Qur'an Seminar Commentary / Le Qur'an Seminar. A Collaborative Study of 50 Qur'anic Passages / Commentaire collaboratif de 50 passages coraniques, De Gruyter, 2017.
- Le Coran : de la tribu à l’empire. Autour de l’œuvre de Jacqueline Chabbi, Presses Universitaires de Louvain, 2023.
- Qurʾānic Studies: Between History, Theology and Exegesis, De Gruyter, 2023.
- Itinerant Prophets:Rewritings, Appropriations and Metamorphoses of Prophetic Figures in the Religious, *Literary and Historiographical Texts of Pre-modern Islam, De Gruyter, 2025, avec Rémy Gareil et Iyas Hassan.

## Enseignement
Mehdi Azaiez a enseigné dans des institutions renommées telles que :
- l’Université de Notre-Dame (États-Unis) ;
- la KU Leuven (Belgique) ;
- l’Université de Lorraine (France) ;
- l’UCLouvain (Belgique).

## Affiliations
- Chercheur associé à l’Institut de Recherches et d'Études sur les Mondes Arabes et Musulmans (IREMAM).
- Membre du comité des publications de l’International Quranic Studies Association (IQSA).